# Tyrocarius formicarius
Tyrocarius formicarius (лат.) — вид хищных мирмекофильных коротконадкрылых жуков, единственный в составе монотипического рода Tyrocarius из подсемейства ощупники (Pselaphinae).

## Распространение
Австралия (Новый Южный Уэльс).

## Описание
Мелкие коротконадкрылые жуки—ощупники (Pselaphinae) красновато-коричневого цвета, длина около 3 мм.
Усики 11-члениковые с булавой из 3 сегментов. Голова и пронотум грубо пунктированные. Брюшко с видимым тергитом 2 (V) слегка более длинным, чем 1 (IV)-й тергит. Нижнечелюстные щупики средней длины со вторым и третьим сегментами, несущими мелкие латеральные шипики, четвёртый членик узкий, вытянутый.
Имаго найдены инквилинами в гнездах у муравьёв Iridomyrmex rufoniger (Lowne, 1865) и Bothriomyrmex sp. (долиходерины).
Вид был впервые описан в 1910 году австралийским колеоптерологом Артуром Ли (Lea, Arthur M.) под первоначальным названием и выделен в отдельный род Tyrocarius американским энтомологом профессором Дональдом С. Чандлером (Chandler Donald S.; University of New Hampshire, Durham, Нью-Гэмпшир, США) вместе с описаниями таксонов Mareeba storeyi, Peckiella podocarpus, Kakadu pecki, Bellenden monteithi, Pselaphogenius recheri, Raphitreus australis, Tmesiphorus gayi , Jardine kistnerorum и другими. Вид T. formicarius получил такое название по причине нахождения вместе с муравьями (formica — муравей).
Таксон Tyrocarius formicarius выделен в отдельный монотипический род Tyrocarius Chandler, 2001 и отнесён к трибе Tmesiphorini из подсемейства Pselaphinae.